# Trixagus bonvouloiri
Trixagus bonvouloiri is een keversoort uit de familie dwergkniptorren (Throscidae). De wetenschappelijke naam van de soort werd in 1874 gepubliceerd door Edouard Steinheil.